# Kolbovce
Kolbovce (in ungherese Köves) è un comune della Slovacchia facente parte del distretto di Stropkov, nella regione di Prešov.